# 国道120号

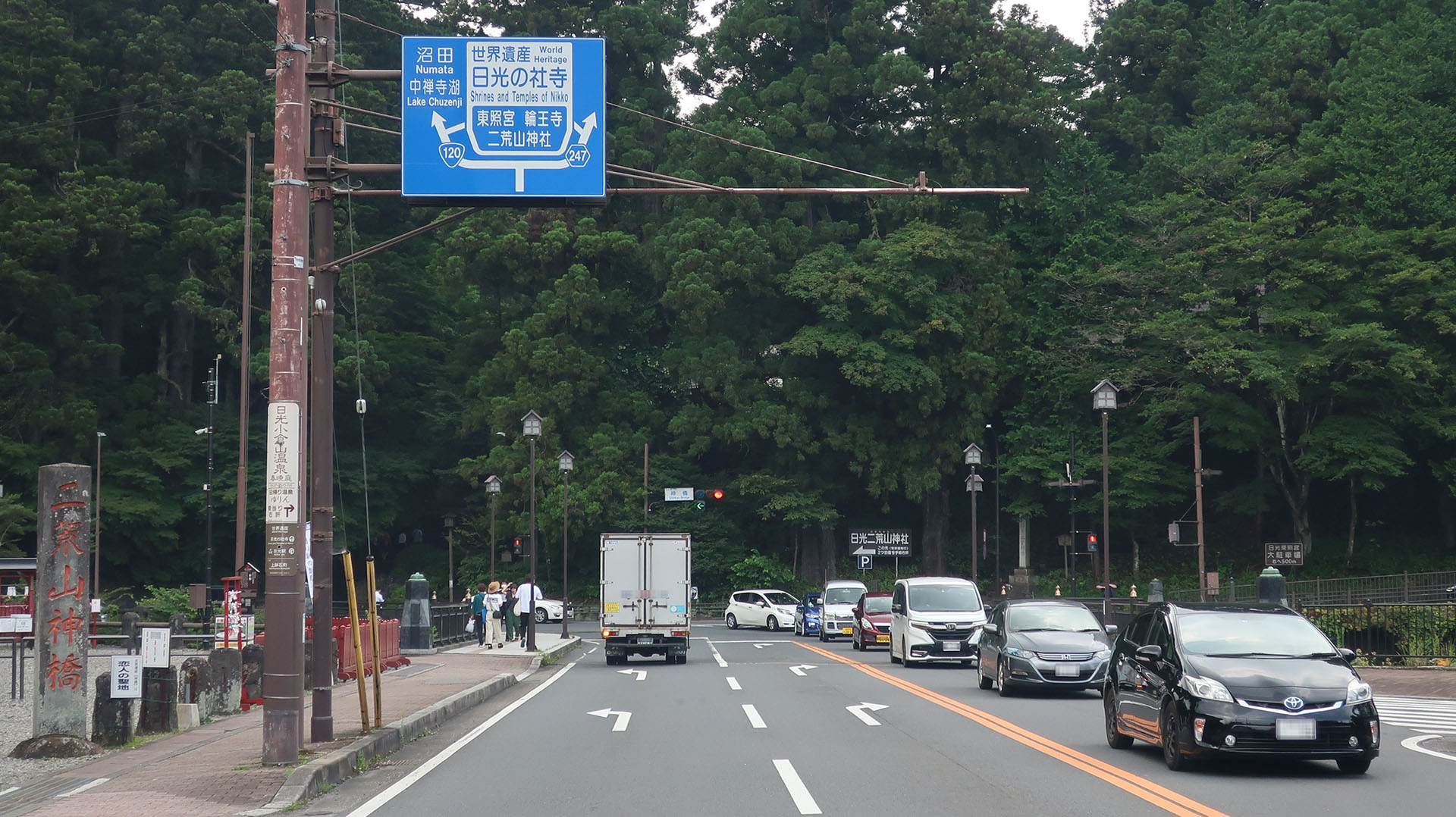
国道120号 起点
栃木県日光市 神橋交差点

国道120号 終点
群馬県沼田市 下川田町交差点

国道120号（こくどう120ごう）は、栃木県日光市から群馬県沼田市に至る一般国道である。

## 概要
起点の栃木県日光市から、群馬県利根郡片品村を経由しながら西進し、終点の群馬県沼田市までを結ぶ路線で、日本ロマンチック街道の一部に指定されている。
途中、日光市では標高差約500 mのいろは坂を通る。いろは坂は西（起点→終点）方向の第二いろは坂と東（終点→起点）方向の第一いろは坂とでそれぞれ別ルートになっている。本国道は日光市細尾町で2ルートに分岐し、同市中宮祠の二荒橋前交差点で2ルートが合流する。
その後、後述で触れる金精峠(金精道路)を通行するが、冬期間通行止めになるため、当該期間は日光方面と片品村、沼田方面間の通行はできない。
また日光市では、本国道の新道かつ一般有料道路である日光宇都宮道路（日光IC - 清滝IC）が現道と並行して走る。

### 路線データ
一般国道の路線を指定する政令に基づく起終点および重要な経過地は次のとおり。
- 起点：日光市（神橋交差点 = 国道119号・国道122号・栃木県道247号日光今市線起点）
- 終点：沼田市（下川田町交差点 = 国道17号・国道291号交点、国道145号・国道401号終点）
- 重要な経過地：群馬県利根郡片品村
- 総延長 : 90.3 km（栃木県 35.7 km、群馬県 54.6 km）[2][注釈 6]
- 重用延長 : なし[2][注釈 6]
- 未供用延長 : なし[2][注釈 6]
- 実延長 : 90.3 km（栃木県 35.7 km、群馬県 54.6 km）[2][注釈 6]
  - 現道 : 89.7 km（栃木県 35.7 km、群馬県 54.6 km）[2][注釈 6]
  - 旧道 : なし[2][注釈 6]
  - 新道 : 0.6 km（栃木県 - km、群馬県 0.6 km）[2][注釈 6]
- 指定区間：なし[3]

## 歴史
- 1953年（昭和28年）5月18日 - 二級国道120号日光沼田線（栃木県上都賀郡日光町[注釈 7] - 群馬県利根郡利南村[注釈 8]）として指定施行[4]。
- 1965年（昭和40年）4月1日 - 道路法改正により一級・二級区分が廃止されて一般国道120号として指定施行[1]。
- 2013年（平成25年）11月22日 - 群馬県沼田市の椎坂バイパスの椎坂トンネルが先行開業。

## 路線状況

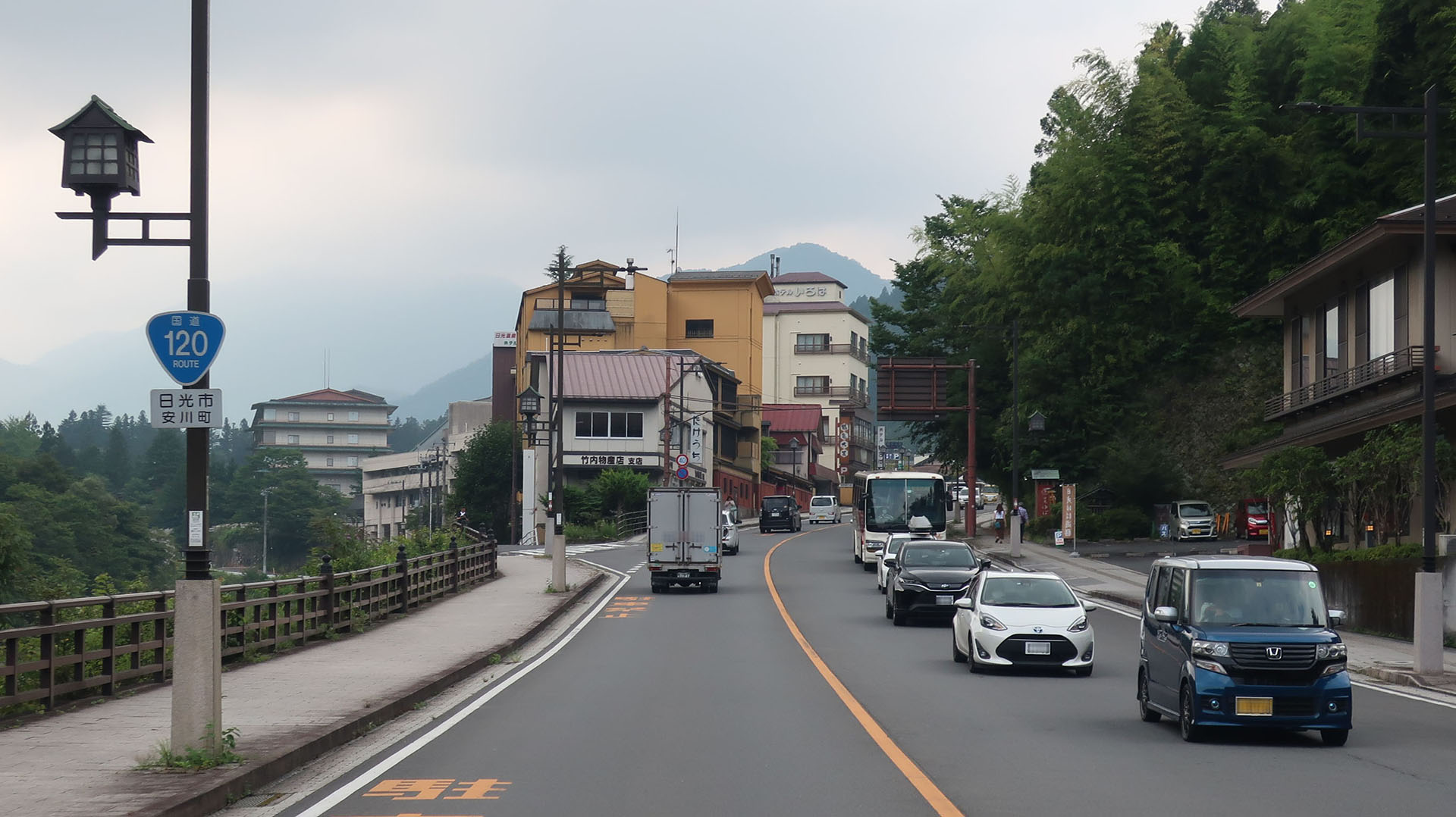
栃木県日光市安川町
（2020年8月）

本国道は、日光国立公園の日光連山から奥日光の山域を東西に横断して栃木県と群馬県を結ぶ。最高地点の金精峠周辺は、日本の国道の中では国道292号、国道299号に続いて3番目に標高が高い地点（標高1,840 m）であり、ここをトンネルで抜けてゆく。沿線には日光東照宮、いろは坂、華厳滝、中禅寺湖、戦場ヶ原など日本国内有数の観光地が数多くあり、金精峠下の展望台からは日本百名山の男体山と湯ノ湖を眺めることができる。秋季は、いろは坂から金精峠まで標高1,500 m前後のこの付近は、白樺やカラマツの紅葉が美しいポイントで知られている。金精トンネル西側の群馬県では、山深い山林の中を走る道路となり、沿線には菅沼や丸沼などの湖がある。冬季は雪深くなる地域であるが、金精トンネルが閉鎖されることを除けば、栃木県側から戦場ヶ原や日光湯元スキー場が隣接する日光湯元温泉まで、また群馬県側からは丸沼高原スキー場付近までは冬季でも通行できる。

### 通称
- 日本ロマンチック街道
- いろは坂（日光市細尾町 - 中宮祠・二荒橋前交差点）
  - 第一いろは坂 : 終点→起点への下り方向
  - 第二いろは坂 : 起点→終点への登り方向
- 奥利根ゆけむり街道（片品村鎌田・鎌田交差点 - 沼田市利根町平川・平川交差点）

### バイパス

清滝バイパス
（国道122号重複区間）
栃木県日光市清滝桜ヶ丘町

- 清滝バイパス（日光市清滝・清滝交差点 - 細尾・細尾大谷橋交差点）
- 明智平バイパス（日光市細尾町 - 中宮祠）※第二いろは坂のルート上にある
- 椎坂バイパス（沼田市利根町大原 - 白沢町生枝）[9]
- 須賀川バイパス（片品村須賀川地内）2018年11月17日15時開通[10]。

### バイパス（現道と並行する一般有料道路）
- 日光宇都宮道路（日光道）（日光市七里・日光IC - 清滝1丁目・清滝IC）

### 重複区間
- 国道122号（起点 - 日光市細尾町・細尾大谷橋交差点）
- 国道401号（群馬県片品村鎌田・鎌田交差点 - 終点）
- 国道291号（群馬県沼田市戸鹿野町・戸鹿野町交差点 - 終点）

### 道路施設

#### トンネル
- 栃木県
  - 明智第一トンネル（日光市細尾町）

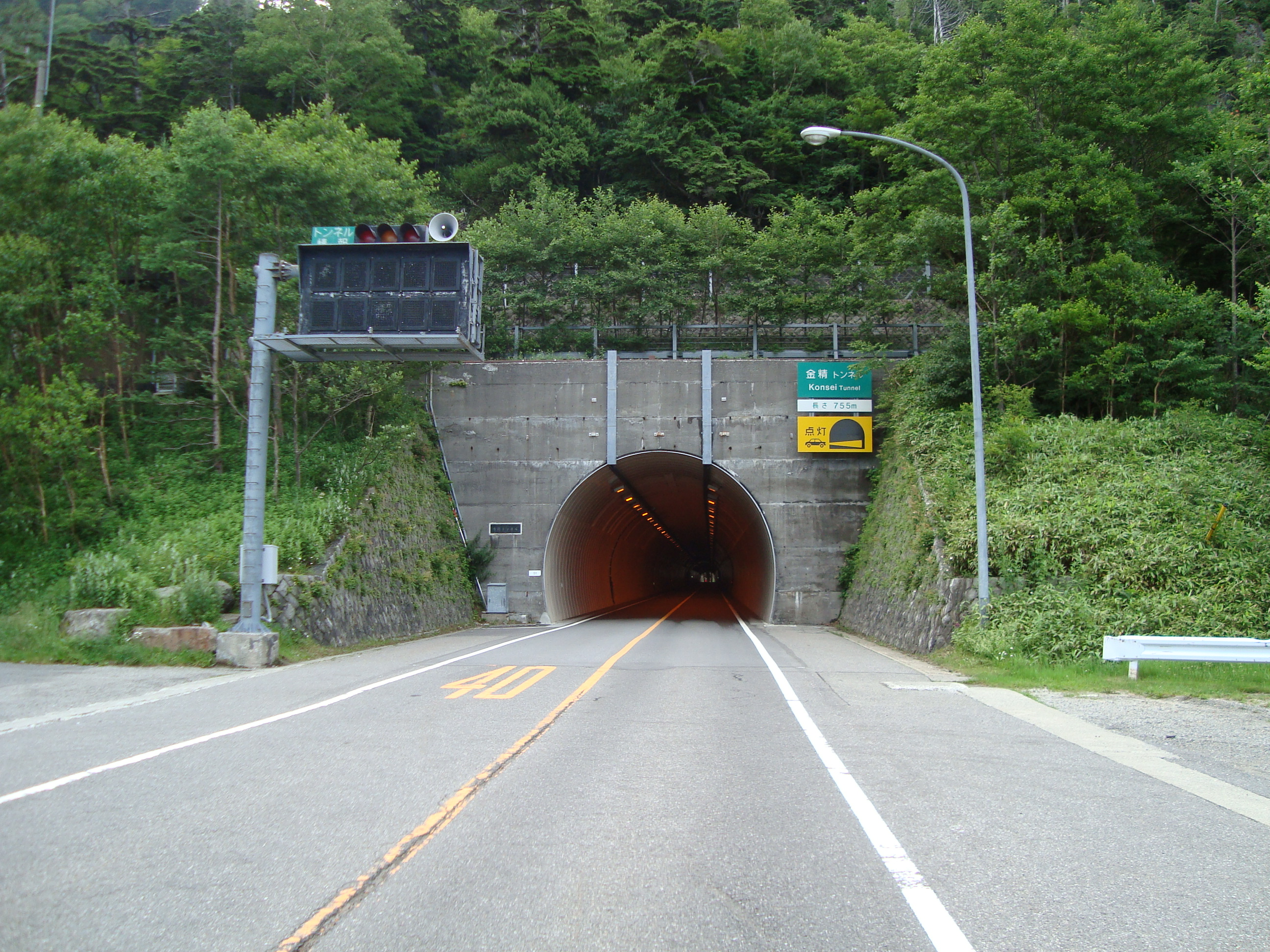
金精トンネル
栃木県日光市湯元

  - 明智第二トンネル（日光市細尾町 - 中宮祠）
  - 金精トンネル（日光市湯元 - 群馬県片品村東小川）※金精峠の下を貫く
- 群馬県
  - 椎坂利根トンネル（沼田市利根町園原）
  - 椎坂白沢トンネル（沼田市利根町園原 - 白沢町生枝）

#### 道の駅
- 群馬県
  - 道の駅尾瀬かたしな（利根郡片品村大字鎌田）
  - 道の駅白沢（沼田市白沢町平出）

## 地理

群馬県沼田市白沢町生枝
（2020年8月）

### 通過する自治体
- 栃木県
  - 日光市
- 群馬県
  - 利根郡片品村 - 沼田市

### 交差する道路
- 栃木県
  - 栃木県道194号寂光滝線（日光市本町）
  - 栃木県道195号裏見滝線（日光市久次良町/清滝安良沢町）
  - 栃木県道277号小来川清滝線（日光市丹勢/清滝1丁目）
  - 栃木県道277号小来川清滝線（日光市清滝1丁目）※跨道橋により県道277号をまたぐ
  - 日光宇都宮道路（清滝IC、日光市日光/清滝桜ケ丘町・清滝I.C交差点）
  - 国道122号（日光市細尾町・細尾大谷橋交差点）※起点からここまで重複
  - 栃木県道250号中宮祠足尾線（日光市中宮祠・立木観音入口交差点）
- 群馬県
  - 国道401号、群馬県道・福島県道1号沼田檜枝岐線（片品村鎌田・鎌田交差点）※国道401号ここから終点まで重複、県道1号はここから沼田市・上之町交差点まで重複
  - 群馬県道64号平川横塚線（沼田市利根町平川・平川交差点）
  - 群馬県道277号老神温泉線（沼田市利根町高戸谷・老神温泉入口交差点）
  - 群馬県道267号日向南郷大原線（沼田市利根町大原）
  - 群馬県道263号富士山横塚線（沼田市久屋原町）
  - 群馬県道64号平川横塚線、群馬県道255号下久屋渋川線（沼田市下久屋町・下久屋町交差点）
  - 関越自動車道（上原跨道橋、沼田市桜町/上原町）※跨道橋により関越道をまたぐ
  - 関越自動車道（沼田IC、沼田市桜町/上原町）※IC（沼田I.C交差点）で関越道と直接接続する
  - 群馬県道266号上発知材木町線（沼田市材木町・材木町交差点）
  - 群馬県道62号沼田大間々線（沼田市上之町・上之町交差点）
  - 群馬県道269号戸鹿野下之町線、群馬県道274号沼田停車場線（沼田市下之町・下之町交差点）
  - 国道291号（沼田市戸鹿野町・戸鹿野町交差点）※ここから終点まで重複

### 交差する鉄道
- 群馬県
  - 上越線（鷺石跨線橋：沼田市戸鹿野町）※跨線橋により上越線をまたぐ

### 沿線
- 栃木県
  - 輪王寺（日光市山内）
  - 日光東照宮（日光市山内）
  - 日光二荒山神社（日光市山内）
  - 日光田母沢御用邸記念公園（日光市本町）
  - 栃木県立日光明峰高等学校（日光市久次良町）
  - 日光市立安良沢小学校（日光市久次良町）
  - 日光市立清滝小学校（日光市清滝2丁目）
  - （第二いろは坂）
    - 明智平ロープウェイ（日光市細尾町）

  - （第一いろは坂）
    - 華厳の滝（日光市中宮祠）
    - 日光市立中宮祠小中学校（日光市中宮祠）

  - 男体山（日光市）
  - 中禅寺湖（日光市中宮祠）
  - 中禅寺温泉（日光市中宮祠）
  - 日光二荒山神社中宮祠（日光市中宮祠）
  - 竜頭の滝（日光市中宮祠）
  - 戦場ヶ原（日光市中宮祠）
  - 湯滝（日光市湯元）
  - 湯ノ湖（日光市湯元）
  - 日光湯元温泉（日光市湯元）
- 群馬県
  - 菅沼（利根郡片品村東小川）
  - 丸沼ダム（丸沼・大尻沼）（利根郡片品村東小川）
  - 丸沼高原スキー場（利根郡片品村東小川）
  - 白根温泉（利根郡片品村東小川）
  - 東小川温泉（利根郡片品村東小川）
  - 片品村役場（利根郡片品村鎌田）
  - 群馬県立尾瀬高等学校（沼田市利根町平川）
  - 吹割の滝（沼田市利根町追貝）
  - 沼田市立利根中学校（沼田市利根町追貝）
  - 沼田市立利根小学校（沼田市利根町大原）
  - 沼田市立白沢小学校（沼田市白沢町高平）
  - 沼田市立白沢中学校（沼田市白沢町高平）
  - 群馬県立沼田特別支援学校（沼田市東原新町）
  - 沼田市立沼田東小学校（沼田市東原新町）
  - 沼田市立沼田中学校（沼田市東原新町）
  - 群馬県立沼田高等学校（沼田市西原新町）
  - 沼田市立沼田小学校（沼田市西倉内町）
  - 沼田市役所（沼田市西倉内町）

### 峠
- 栃木県
  - 金精峠（標高2,024 m、日光市湯元 - 群馬県片品村東小川）

この峠の下を金精トンネルが通過する。かつてはこのトンネルは有料であったが、1995年（平成7年）に無料開放されている。冬季（概ね12月 - 翌年4月末頃）は積雪のため通行止めになる。
- 群馬県
  - 椎坂峠（標高740 m、沼田市利根町園原 - 沼田市白沢町生枝）

冬期は、積雪や凍結のため難所とされていた。現在は椎坂バイパスがメインで利用されている。